# Aerotécnica AC-14
El Aerotécnica AC-14 fue un helicóptero ligero de cinco plazas español diseñado en los años 50 por el ingeniero francés Jean Cantinieau, basándose en un diseño ampliado del prototipo triplaza Aerotécnica AC-13, que era similar al también prototipo francés Nord N.1750 Norelfe, y que al igual que estos, contaba como principal novedad la sustitución del rotor de cola por un sistema deflector de los gases de la combustión del motor, similar al actual sistema NOTAR. Realizó su primer vuelo el 16 de julio de 1957.

## Diseño y desarrollo

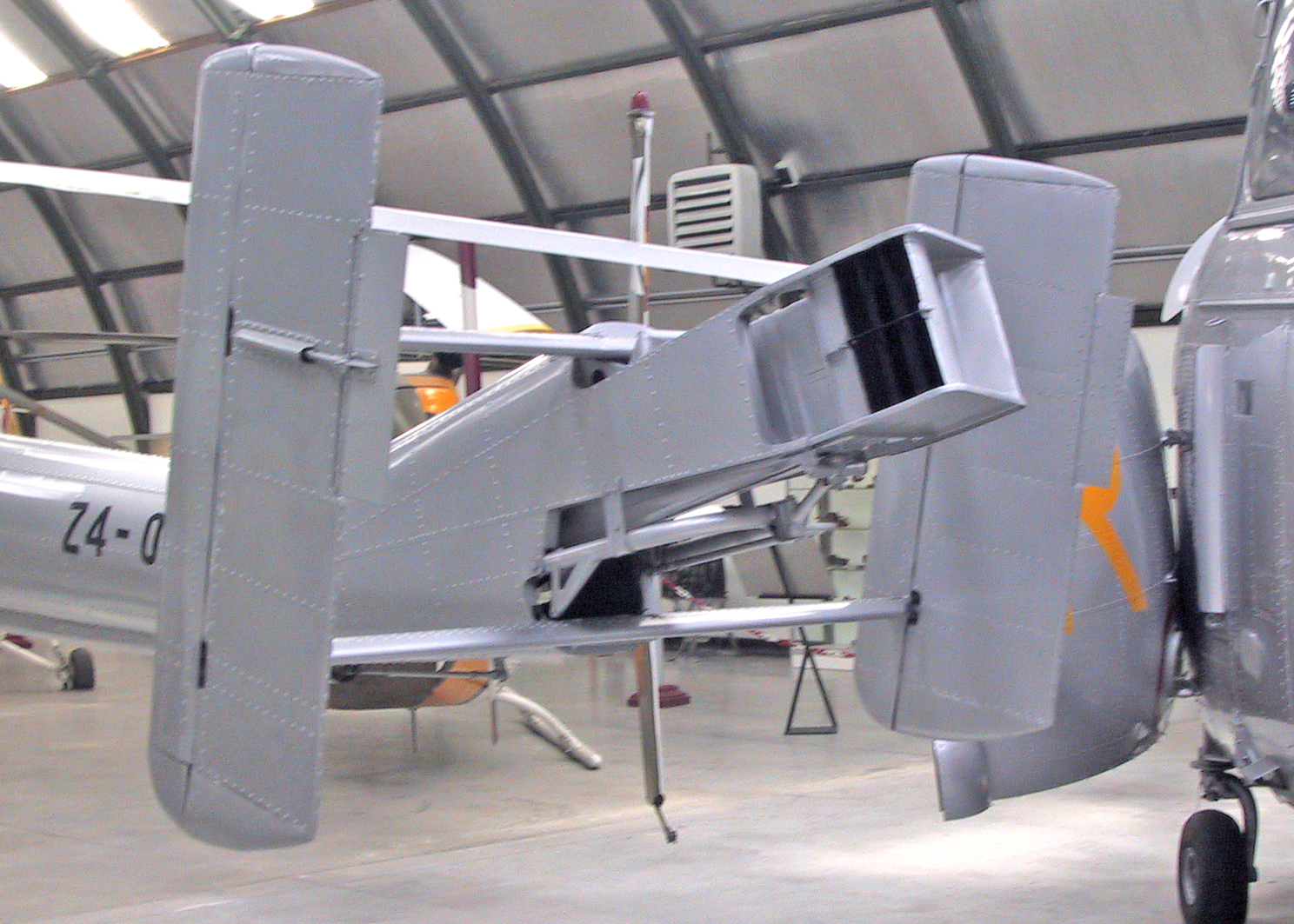
Detalle del sistema deflector de los gases de la combustión del motor del Aerotécnica AC-14, que sustituía al rotor de cola, y es similar al actual sistema NOTAR.

El AC-14 continuaba con la práctica de Cantinieau de montar el motor delante del rotor principal, como en el AC-12, y al igual que en el AC-13, se había sustituido el rotor de cola por un sistema que canalizaba los gases de combustión a lo largo de fuselaje posterior, con el fin de utilizarlos para contrarrestar el efecto del par motor producido por el rotor principal, lo que aportaba mayor seguridad en tierra para el personal, y reducía el ruido, haciéndolo mucho más confortable. Este sistema es similar al NOTAR desarrollado por la compañía estadounidense Hughes Helicopters años después, y supuso uno de los mayores éxitos de la etapa técnica de la autarquía española.
El primer prototipo voló el 16 de julio de 1957, tras lo cual se encargaron 10 aparatos de preserie por parte del Ejército del Aire, aunque no todos llegaron a entrar en servicio debido a que eran más caros que los Bell 47G-2 y G-3 del Ejército de los Estados Unidos, excedentes de la Guerra de Corea.
Basándose en este helicóptero, Aerotécnica comenzó a desarrollar los modelos Aerotécnica AC-15, que hubiera sido un AC-14 pero con distinta motorización, y el Aerotécnica AC-21, que hubiera sido una versión ampliada del AC-14 con capacidad para 12-14 pasajeros, pero ninguno de los dos salió adelante, debido a la desaparición de la compañía en 1962 por falta de capital.

## Variantes
AC-14
Helicóptero utilitario de cinco plazas.
AC-15
Variante no construida del AC-14, con distinta motorización.
AC-21
Variante no construida del AC-14, de 12-14 plazas. Se le reservó la designación Z.5 en el EdA.

## Operadores
España
- Ejército del Aire: 10 aparatos de preserie, donde sirvieron con la designación Z.4,[8][9] hasta que fueron sustituidos por los ya mencionados Bell 47G-2 y G-3 provenientes del Ejército de los Estados Unidos.[6]

## Galería

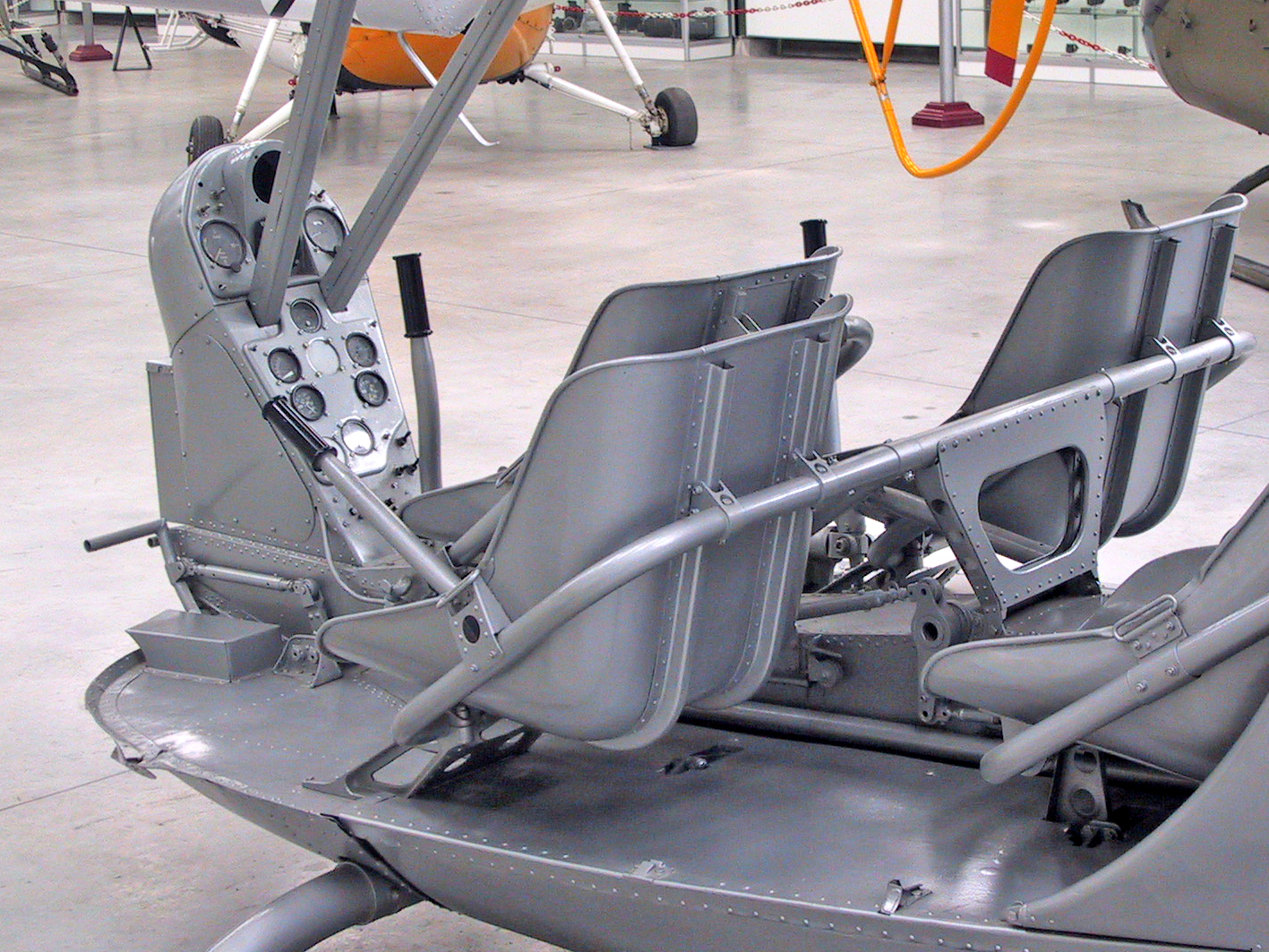
Detalle de la cabina.
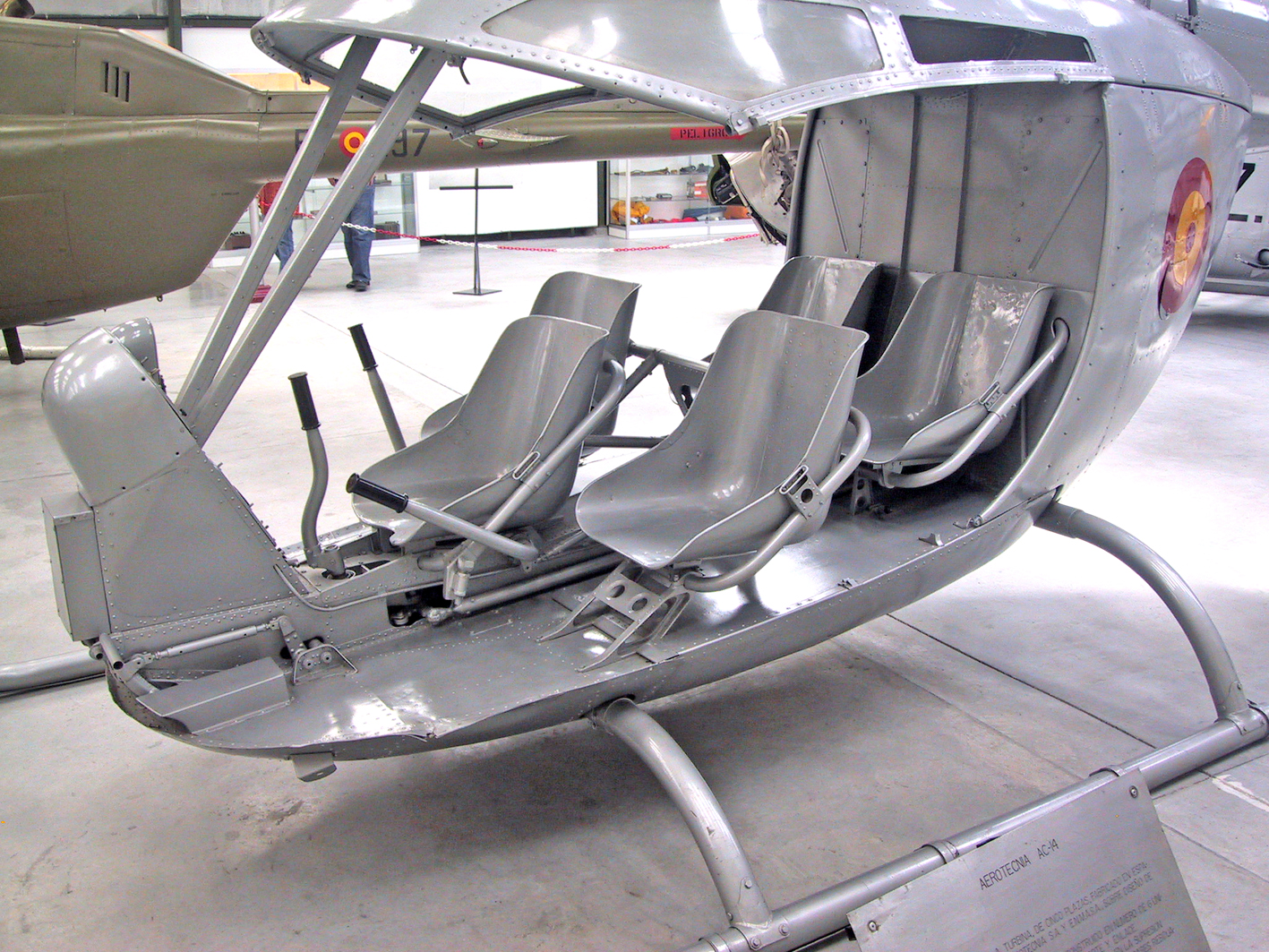
Detalle de los asientos.
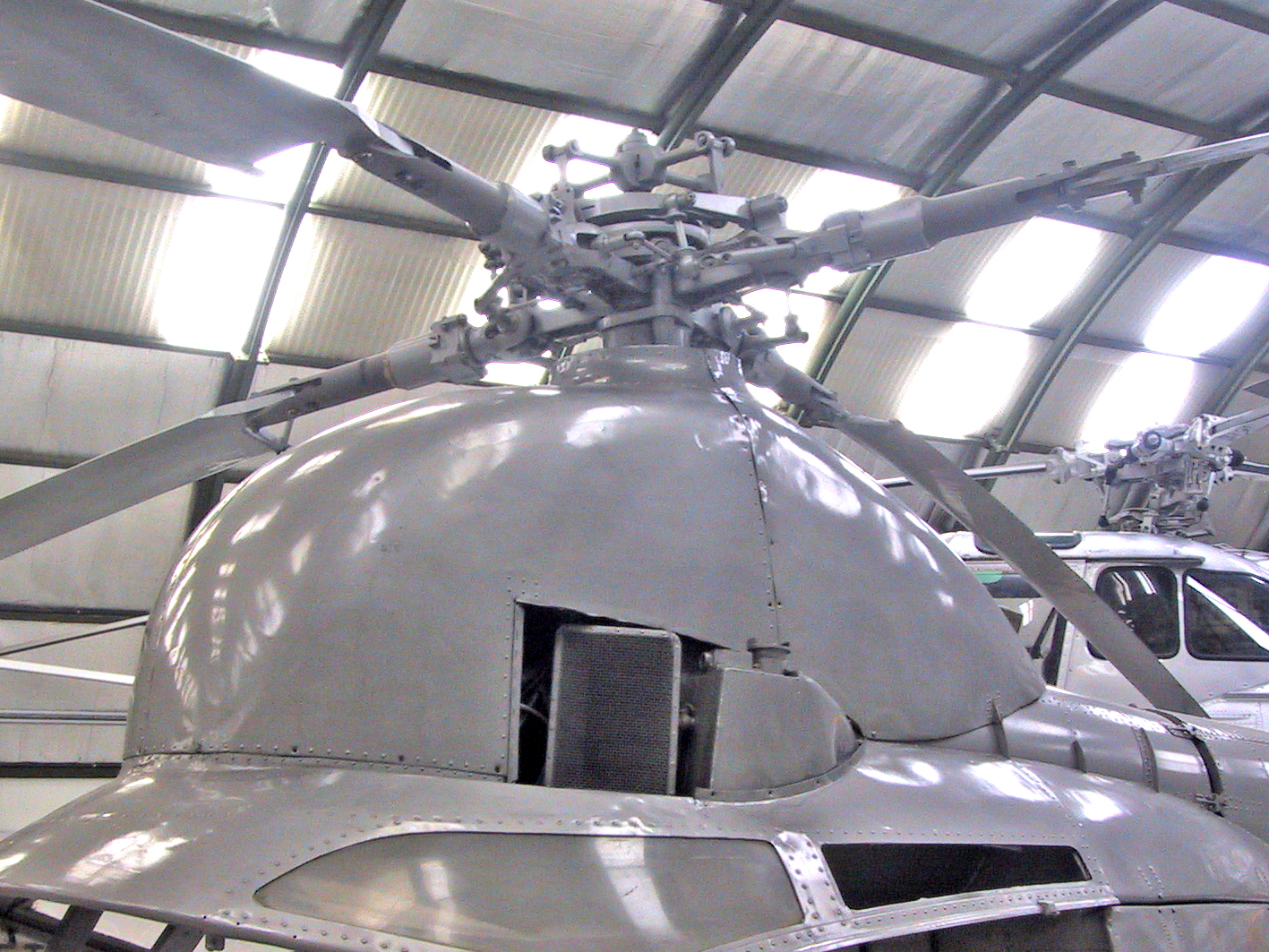
Detalle del rotor.

## Supervivientes
Se tiene constancia de una unidad del AC-14 que se conserva en la actualidad, encontrándose en exposición dentro de uno de los hangares del Museo del Aire de Madrid, ubicado en Cuatro vientos.

## Especificiones
Referencia datos: Aviastar.org

### Características generales
- Tripulación: Uno (piloto)
- Capacidad: Cuatro pasajeros
- Longitud: 11,2 m (36,8 ft)
- Diámetro rotor principal: 9,6 m (31,5 ft)
- Altura: 3,1 m (10,2 ft)
- Peso vacío: 700 kg (1542,8 lb)
- Peso cargado: 1300 kg (2865,2 lb)
- Planta motriz: 1× turboeje Turbomeca Artouste IIB1.
  - Potencia: 300 kW (414 HP; 408 CV)

### Rendimiento
- Velocidad máxima operativa (Vno): 180 km/h (112 MPH; 97 kt)
- Velocidad crucero (Vc): 150 km/h (93 MPH; 81 kt)
- Alcance: 260 km (140 nmi; 162 mi)
- Techo de vuelo: 6350 m (20 833 ft)
- Régimen de ascenso: 7 m/s (1376 ft/min)

## Aeronaves relacionadas

### Secuencias de designación
- Secuencia AC-_ (interna de Aerotécnica): AC-11 - AC-12 - AC-13 - AC-14 - AC-15 - AC-21
- Secuencia Z._ (Helicópteros del Ejército del Aire español, 1954-1978): Z.1/A/C/B - Z.2 - XZ.3 - XZ.4 - Z.5 - Z.6 - Z.7/B/A - Z.8 →
- Secuencia H._ (Helicópteros del Ejército del Aire español, 1978-presente): H.1/A/C/B - H.2 - H.4 - HE.7/B/A - HU.8 - HS.9 →